# Sikkim
Sikkim er en indisk bjergstat og ligger mellem Nepal, Tibet og Bhutan. Dens hovedstad er Gangtok. Befolkning: 540,493 (2001 folketælling, 2020: 671,720). Areal cirka 7.000 kvadratkilometer.
Det 8.600 meter høje bjerg Khangchendzonga (Kachenjunga) ligger i den vestlige del af Sikkim. 
Sikkim blev en vasalstat af Britisk Indien i det 19. århundrede og var et indisk protektorat fra 1947 indtil 1975. I 1975 gjorde en folkeafstemning Sikkim til en del af Indien, og monarkiet blev afskaffet.
Det kræver speciel tilladelse at komme ind i Sikkim.
Bjergene i Sikkim er så høje, at de når op i en klimazone, som svarer til danske forhold, så f.eks. rhododendron campanulatum, fra Sikkim kan gro i Danmark, om end blomsterne ofte er så tidligt udsprungne, at de bliver ødelagt af senfrost.